# Thyretes signivenis
Thyretes signivenis är en fjärilsart som beskrevs av Erich Martin Hering 1937. Thyretes signivenis ingår i släktet Thyretes och familjen björnspinnare. Inga underarter finns listade i Catalogue of Life.